# Rockhausen
Rockhausen är en ortsteil i kommunen Amt Wachsenburg i Ilm-Kreis i förbundslandet Thüringen i Tyskland. Rockhausen var en kommun fram till den 31 december 2019 när kommunen uppgick i Amt Wachsenburg. Rockhausen hade 276 invånare 2019.